# Liste der Bodendenkmale in Kalbe (Niedersachsen)
In der Liste der Bodendenkmale in Kalbe sind alle Bodendenkmale der niedersächsischen Gemeinde Kalbe (Niedersachsen) aufgeführt. Die Quelle ist der Denkmalatlas Niedersachsen. 
Der Stand der Liste ist der 7. Dezember 2024.
Allgemein

Kalbe im Landkreis Rotenburg (Wümme)

In den Spalten finden sich folgende Informationen des Bodendenkmales:
Lagegeographische Koordinaten
BezeichnungBezeichnung lt. Denkmalatlas
BeschreibungBeschreibung lt. Denkmalatlas
IDObjekt-ID
BildBild, ggf. zusätzlich mit Link zu weiteren Fotos im Medienarchiv Wikimedia Commons.

## Kalbe
| Lage                        | Bezeichnung        | Beschreibung | ID       | Bild |
| --------------------------- | ------------------ | --- | -------- | ---- |
| 53° 18′ 53″ N, 9° 34′ 35″ O | Kalbe 28, Landwehr | Landwehr in Nordwest-Südost-Richtung, auf gut 400 m Länge erhalten. Drei Wälle mit jeweils nordöstlich vorgelagertem Graben. Im nördlichen Bereich Breite der Wälle 2,8 / 1,5 / 2,5 m, Höhe 0,2 – 0,3 m; Breite der Gräben 1,4 – 1,5 m, Tiefe 0,3 – 0,4 m. Am Südende Anlage verschliffen, z. T. abgetragen. Vermutlich Landwehr zwischen Amt Harburg und Rotenburg. Sowohl die heutige, als auch die in der Kurhannoverschen Landesaufnahme von 1769, Blatt 24, eingetragenen Grenzen liegen jedoch weiter östlich. | 28900557 | BW   |
| 53° 18′ 43″ N, 9° 34′ 41″ O | Kalbe 28, Landwehr | | 36992641 | BW   |